# Vlag van Frieschepalen

Vlag van Frieschepalen

De vlag van Frieschepalen is de dorpsvlag van het Nederlandse dorp Frieschepalen, in de Friese gemeente Opsterland. De vlag werd in 1994 geregistreerd. Het ontwerp van de vlag is van de hand van Jelle Terluin.

## Beschrijving
De beschrijving van de vlag is als volgt:
Drie banen blauw-geel-blauw in verhouding van 1:3:1, de gele baan belegd met twee rode turven (in de lengte van de vlag), met een grootte gelijk aan 2/15 vlaghoogte vlaghoogte x 1/6 vlaglengte en geplaatst op resp. 5/9 vlaglengte en 5/6 vlaglengte van de broekzijde; over alles geen een groene schansdwinger met een dikte gelijk aan 1/12 vlaghoogte en uitgaande van de broek en rakende aan 11/30 van de vlucht; de binnenzijde van de schansdwinger aan de broekzijde vijf gelijke banen geel-rood-geel-rood-geel.
De kleuren zijn afkomstig van het dorpswapen.

## Symboliek
- Turven: verwijzen naar de vervening langs de Drachtster Compagnonsvaart. Langs deze vaart is het dorp ook ontstaan.[3]
- Groene dwinger: symbool voor de schans die in 1593 in opdracht van Willem Lodewijk ter plaatse aangelegd werd.[3]

Rode en gele banen binnen de dwinger: ontleend aan het wapen van Aragon, symbool voor Spanje als tegenstander in de Tachtigjarige Oorlog.